# Конрад II Олесницкий
Конрад II Олесницкий (пол. Konrad II oleśnicki, нем. Konrad II. von Oels; 1338/1340 — 10 июня 1403, Тшебница) — князь Олесницкий, Козленский и Бытомский (1366—1403), князь Сцинавский (1397-1403).

## Биография
Представитель силезской линии польской династии Пястов. Единственный сын Конрада I (1292/1298 — 1366), князя Олесницкого (1320/1321 — 1366), от второго брака с Евфимией Бытомской (ок. 1312—1376/1378), дочерью князя Владислава Бытомского.
В декабре 1366 года после смерти своего отца Конрад II унаследовал Олесницкое и Козленское княжества, а также половину Бытомского княжества. До 1369 года он вел спор со своим шурином, цешинским князем Пшемыславом I Носаком, по условиям раздела Бытомского княжества. 26 января 1369 года спор был урегулирован при посредничестве князя освенцимского Яна Схоластика: был брошен жребий, и Конраду II достались северная часть города и княжества.
В 1369 году князь Конрад II Олесницкий пытался претендовать на польскую корону в связи с болезнью бездетного короля Казимира III Великого, получив поддержку нескольких десятков рыцарей из Силезии и Великой Польши. Тем не менее, когда в следующем году умер король Казимир III, Конрад II не предпринял никаких действий по завоеванию трона (вероятно, из-за энергичных действий Людовика I Великого и его сторонников).
В 1377 году Конрад II назначил своего единственного сына и наследника, будущего Конрада III, своим соправителем.
За время своего правления Конрад II Олесницкий расширил своё княжество. В 1370/1373 году он приобрел у князя Болеслава III Зембицкого город Гливице, а в 1379 году — Конты-Вроцлавске. В 1385 году Конрад Олесницкий купил у князей Опавских города Глучин, Кшановице и Злате-Гори. В 1397 году он получил половину Сцинавы в качестве оплаты долгов умершего князя глогувского Генриха VIII Врубеля.
В 1383 году Конрад II ввязался во внутренний конфликт великопольского дворянства, связанного с попыткой князя Земовита IV Плоцкого захватить польский трон, освободившийся после смерти Людовика I Великого. Он поддержал Земовита IV и участвовал на его стороне в неудачной осаде Калиша.
В 1386-1387 годах князь Конрад Олесницкий участвовал в походе нового короля Польши Владислава Ягайло в его родную Литву с целью христианизации местного населения. В 1387 году король посылает его в Мариенбург для переговоров с великим магистром Тевтонского ордена Конрадом Цёлльнером о прекращении набегов Ордена на Литву. 
10 июня 1403 года Конрад II Олесницкий скончался в Тшебнице. Ему наследовал его сын Конрад III.

## Семья
В 1352/1354 году князь Конрад II Олесницкий женился на Агнессе (1338 — 27 апреля 1371), дочери князя Казимира I Цешинского и Евфимии Мазовецкой (1311—1364). Супруги имели единственного сына:
- Конрад III Старый (ок. 1359 — 28 декабря 1412), князь Олесницкий, Козленский, Бытомский и Сцинавский (1403—1412).